# Masnedsundbroen
Masnedsundbroen (auch Masnedøbroen, deutsch die Masnedsundbrücke) ist eine 201 Meter lange Brücke, welche die dänischen Inseln Sjælland (deutsch Seeland) und Masnedø miteinander verbindet. Von Masnedø aus läuft die Verbindung über die Storstrømsbroen weiter nach Falster.
Das zwischen 1933 und 1937 erbaute Bauwerk ist eine kombinierte Eisenbahn- und Straßenbrücke. Sie überführt die zweispurige Sekundærrute 153, die Eisenbahnstrecke Ringsted–Rødby Færge mit einer Spur, einen Rad- und einen Fußweg. Die Brücke befindet sich in der Kommune Vordingborg, Region Sjælland; zum Zeitpunkt ihrer Errichtung lag das Gebiet in Præstø Amt. Ein Brückenfeld war als Klappbrücke ausgeführt, um auch Schiffen mit einer Höhe von mehr als 5 m die Durchfahrt zu ermöglichen.

## Geschichte
Die erste Brücke über den Masnedsund wurde im Jahre 1884 eröffnet. Es handelte sich um eine 182 Meter lange reine Eisenbahnbrücke, die als Drehbrücke ausgeführt war. Von Masnedo aus bestand eine Eisenbahnfähre nach Orehoved auf Falster.
Im Jahre 1931 wurde beschlossen, die Brücke im Rahmen der festen Storstrømsquerung durch eine neue, kombinierte Straßen- und Eisenbahnbrücke zu ersetzen. Am 13. Mai 1933 wurde der Vertrag zwischen Danske Statsbaner (DSB) und der englischen Firma Dorman Long unterzeichnet. Als Subunternehmer für die Fundamente und die Betonarbeiten an der Oberkonstruktion war die dänische Firma Christiani & Nielsen verpflichtet worden. Noch im gleichen Jahr begannen die Bauarbeiten. Am 12. Dezember 1935 rammte ein englisches Dampfschiff die alte Brücke und der nördliche Teil der Gitterkonstruktion stürzte in den Sund. Innerhalb von nur zehn Tagen wurde der Eisenbahnanteil der neuen Brücke fertiggestellt und der Zugverkehr wieder aufgenommen. Am 6. August 1937 wurde die Brücke offiziell dem Verkehr übergeben. Die alte Brücke wurde abgerissen.

## Zukunft
Im Zuge der festen Fehmarnbelt-Querung soll die Eisenbahnstrecke zweispurig ausgebaut werden. Da eine Erweiterung der Brücke nicht möglich war, wurde die Errichtung einer neuen Brücke über den Storstrøm geplant, die auch für Fußgänger und Radfahrer nutzbar sein soll.
Im Rahmen der Modernisierung der Eisenbahnstrecke zwischen Ringsted und Fehmarn wurde am 15. Juli 2016 um Mitternacht die Klappfunktion der Brücke stillgelegt und die Brücke bleibt permanent geschlossen. Damit können Schiffe mit einer Höhe über fünf Metern den Sydhavn in Vordingborg nicht mehr über den Masnedsund anlaufen. Zum 11. November 2017 wurde die Brückendurchfahrt für den gesamten Schiffsverkehr gesperrt.
Banedanmark hat als Ersatz eine Fahrrinne zwischen dem Kalvestrømmen und dem Færgestrømmen angelegt. Die Fahrrinne hat eine Breite von 45 Metern, eine Wassertiefe von fünf Metern und eine Länge von rund 1.300 Metern. Am nördlichen Ende der Fahrrinne besteht eine vertiefte Wendemöglichkeit mit einem Durchmesser von 400 Metern.
Die Installation der Brückenelemente für die neue Brücke, die unmittelbar östlich der vorhandenen Brücke errichtet wurde, hatte im Juli 2018 begonnen und wurde noch im gleichen Monat abgeschlossen. Der Verkehr über die neue Brücke sollte im Herbst 2019 aufgenommen werden.